# أحمد زين

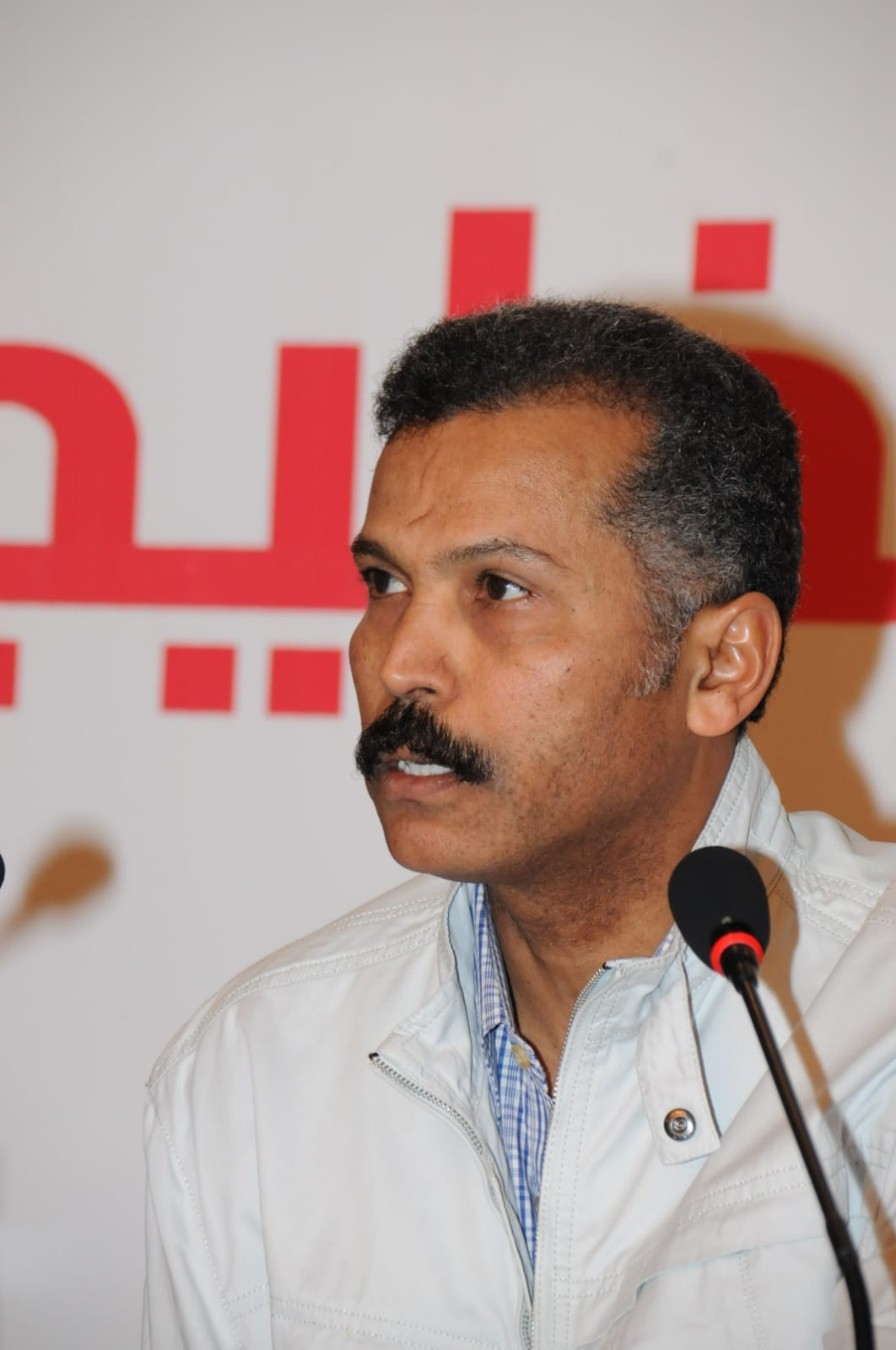
الكاتب والروائي اليمني أحمد زين

أحمد زين، (مواليد 1968 في مدينة الحديدة) كاتب وصحفي يمني يعيش حاليا في الرياض، المملكة العربية السعودية حيث يعمل لصحيفة الحياة. له أربع روايات ومجموعات من القصص القصيرة. وصلت روايته فاكهة للغربان (والتي تؤرخ للحكم البريطاني في عدن) إلى القائمة الطويلة لجائزة البوكر للرواية العربية للعام 2021. تُرجمت فصول من رواياته وعدد من قصصه إلى اللغات الإنجليزية والفرنسية والروسية.

## المؤلفات
بعض من مؤلفاته تشمل الذي يلي:
- تصحيح وضع، (رواية) الهيئة العامة لقصور الثقافة، 2009[8]
- حرب تحت الجلد، (رواية) دار الآداب، 2010[9]
- ستيمر بوينت، (رواية) دار التنوير، 2014[10]
- فاكهة للغربان، (رواية) منشورات المتوسط، 2020.[11]
- أسلاك تصطخب (مجموعة قصصية) 1997.[12]
- كمن يهش ظلا (نصوص)، دار ميريت، القاهرة، 2002.[13]
- قهوة أميركية: رواية، المركز الثقافي العربي، 2007.[14]
- رماية ليلية: رواية، منشورات المتوسط، 2024[15]